# Merton (Londres)
Pronunciação
Merton é um borough da Região de Londres, na Inglaterra.
O borough foi formado em 1965, através da fusão dos antigos buroughs de Mitcham e de Wimbledon e do distrito de Merton e Morden. Os principais distritos de Merton são Mitcham, Morden e Wimbledon, dos quais Wimbledon é o maior.

## Distritos
- Bushey Mead
- Colliers Wood
- Copse Hill
- Cottenham Park
- Lower Morden
- Merton Park
- Mitcham
- Mitcham Common
- Morden
- Morden Park
- Motspur Park
- New Malden (compartilhado com Kingston upon Thames)
- Norbury (compartilhado com Croydon)
- Phipps Bridge
- Pollards Hill
- Raynes Park
- St.Helier
- South Wimbledon
- Summerstown
- West Barnes
- Wimbledon
- Wimbledon Park
- Worcester Park (compartilhado com Sutton)